# Mansonville (Tarn-et-Garonne)
Mansonville ist eine französische Gemeinde im Département Tarn-et-Garonne in der Region Okzitanien. Sie gehört zum Kanton Garonne-Lomagne-Brulhois und zum Arrondissement Castelsarrasin. Die Bewohner nennen sich Mansonvillois.

## Lage
Nachbargemeinden sind Saint-Antoine im Norden, Bardigues im Nordosten, Castéra-Bouzet im Osten, Saint-Jean-du-Bouzet im Südosten, Lachapelle im Süden, Peyrecave im Südwesten und Flamarens im Westen. An der östlichen Gemeindegrenze verläuft das Flüsschen Cameson.

## Bevölkerungsentwicklung
| Jahr      | 1962 | 1968 | 1975 | 1982 | 1990 | 1999 | 2006 | 2015 |
| --------- | ---- | ---- | ---- | ---- | ---- | ---- | ---- | ---- |
| Einwohner | 386  | 358  | 343  | 320  | 287  | 273  | 268  | 286  |

## Sehenswürdigkeit

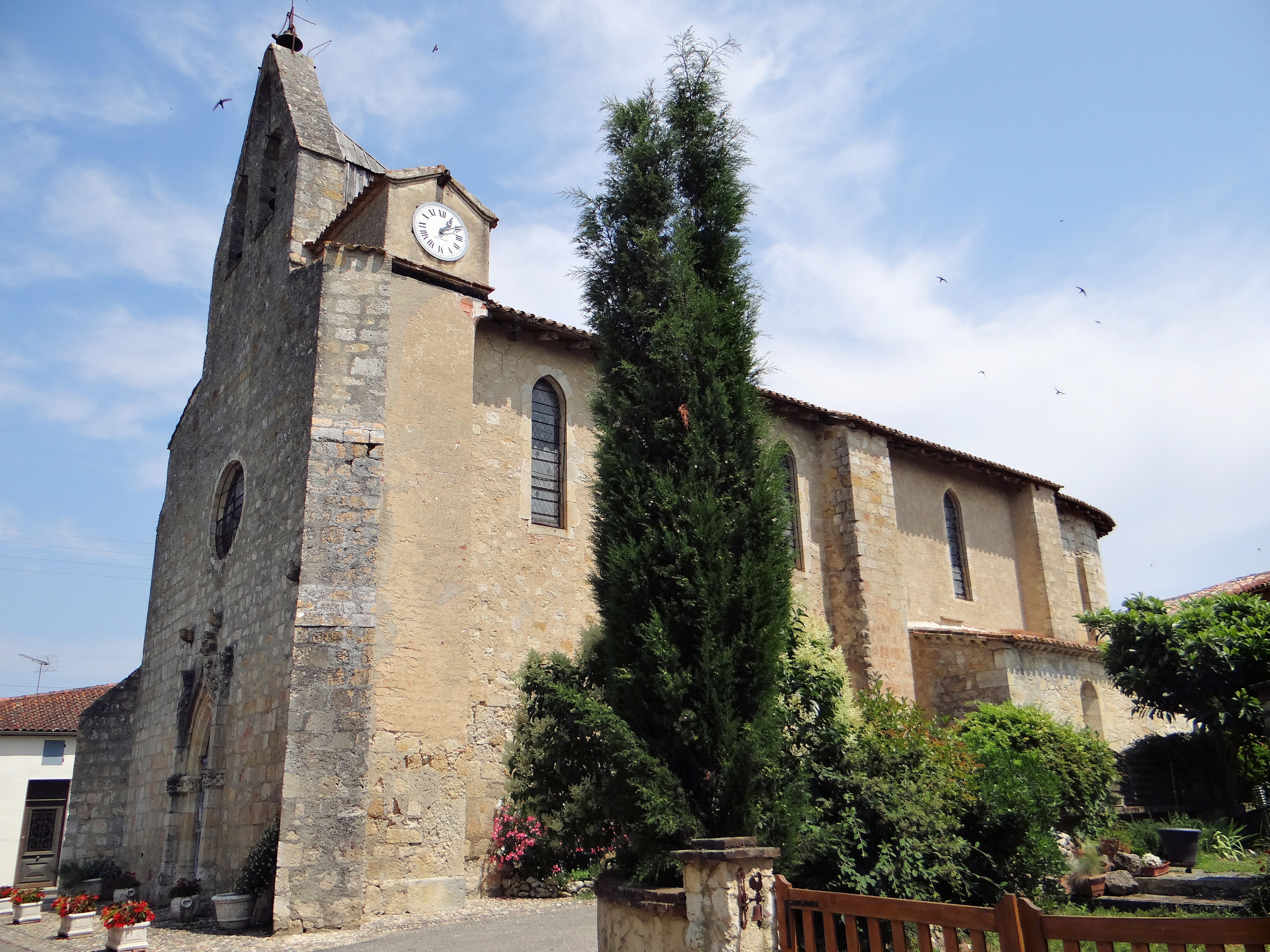
Kirche Saint-Saturnin

- Kirche Saint-Saturnin